# Howard Joseph Carroll
Howard Joseph Carroll (* 5. August 1902 in Pittsburgh, USA; † 21. März 1960) war ein US-amerikanischer Geistlicher und Bischof von Altoona-Johnstown.

## Leben
Howard Joseph Carroll empfing am 2. April 1927 das Sakrament der Priesterweihe.
Am 5. Dezember 1957 ernannte ihn Papst Pius XII. zum Bischof von Altoona-Johnstown. Der Apostolische Delegat in den Vereinigten Staaten, Erzbischof Amleto Giovanni Cicognani, spendete ihm am 2. Januar 1958 die Bischofsweihe; Mitkonsekratoren waren der Bischof von Pittsburgh, John Francis Dearden, und der Bischof von Miami, Coleman Francis Carroll.